# المرافق العامة المصرية

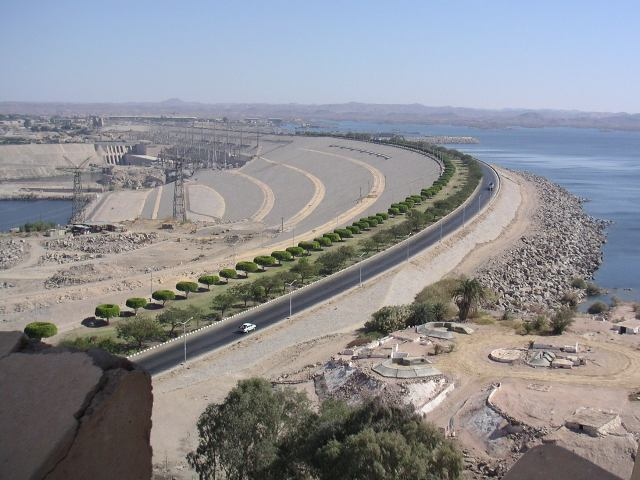
السد العالي بأسوان

أنشئت وزارة الأشغال العامة المصرية في أوائل القرن التاسع عشر، وركزت بشكل رئيسي على الأشغال العامة المتعلقة بالري والهندسة الهيدروليكية. وقد شكلت مشاريع الري الجزء الأكبر من العمل الذي يقوم به هذا الكيان في مصر. وخلال المائتين عام تقريباً من التاريخ، وظفت وزارة الأشغال العامة المصرية العديد من المهندسين العاملين بشكل ملحوظ وشيدت مشاريع الأشغال العامة الضخمة في جميع أنحاء البلاد. وأصبح كيان الهندسة الأكثر احتراماً حيث تُعتبر أفضل مدرسة للمهندسين المدنيين في مصر الحديثة. ويمكن تقسيم تاريخها إلى ثلاث فترات:
- الفترة الكلاسيكية (1818-1882).
- فترة الاحتلال (1882-1952).
- العصر الحديث (1952 إلى الوقت الحاضر).

## الفترة الكلاسيكية (1818-1882)
وقد تميزت هذه الفترة من تأثير قوي من المهندسين الفرنسيين والمهندسين المصريين المتعلمين بفرنسا. تم تشييد العديد من مشاريع الأشغال العامة في مصر العليا والسفلى على حد سواء خلال هذه الفترة، ولكن أهم هذه الأسباب كانت بناء قنوات الري الرئيسية الثلاثة (المحمودية والإسماعيلية، والإبراهيمية) وقناطر الدلتا.

### بداية مبكرة في عهد محمد علي
بعد صعود محمد علي إلى السلطة في عام 1805، شرع محمد علي باشا في توطيد سلطته وبناء إمبراطورية. كان طريقه لتحقيق ذلك هو تحديث مصر وبناء جيش قوي على النمط الأوروبي ونظام حديث للحكومة. وكانت رغبته في التحديث صبغت بها العديد من المؤسسات الجديدة مثل إنشاء أول مدرسة عسكرية حديثة، والمؤسسات التعليمية والمستشفيات والطرق والقنوات والمصانع والذخائر، وبناء السفن في الإسكندرية. كما انشأ كلية الهندسة (المهندس خانة) في عام 1820 لتوفير المهندسين والعلماء لاجل الاستفادة منهم في تنفيذ جميع المشاريع الكبيرة التي تم التخطيط لها. كما تاثر محمد علي باشا بالنهضة الاوربية والجوانب العلمية والثقافية التي جاءت مع الحملة الفرنسية في الفترة بين 1798-1801، وأعتمد محمد علي على العلماء والحرفيين الفرنسيين لمساعدته على تطوير وتحديث مصر. وكان المهندس الفرنسي باسكال كوست هو أول مهندس استأجره محمد علي باشا في عام 1817 لمساعدته في بناء مشاريعه الطموحة. ولقد عمل كوست على بعض المشروعات الصغيرة أولاً، ثم عمل على مشاريع أكبر عندما تم تعيينه من قبل محمد علي بصفة كبير المهندسين لمصر السفلى. وكان هذا هو أعلى منصب هندسي في مصر في ذلك الوقت لأن معظم أعمال محمد علي باشا لتحسين مشاريع الري تركزت في هذه المنطقة من دلتا النيل.
تحت منصبه الجديد، عمل كوست على بناء قناة المحمودية، وهو الأول من قائمة طويلة من مشاريع الري الكبيرة التي كان من المقرر بناؤها في تلك الحقبة.

#### ترعة المحمودية
في عام 1818، تصور محمد علي فكرة لحفر قناة التي من شأنها أن تسمح للمراكب جلب البضائع من مصر العليا والوسطى والسفلى لتصل إلى الإسكندرية دون المرور برشيد ومصب النهر، وخاصة في هذه نقطة التي غرقت بها العديد من السفن بسبب اضطرابات المياه. وقد اختار مهندس تركي، اسمه شاكر افندي، ليكون مسئولاً عن تصميم وتنفيذ العمل، حيث ستبدأ القناة في قرية أطفا، تحت فوة؛ وستكون ما يطول قليلاً عن 80 كيلومترا (50 ميل). ولكن شاكر أفندي فشل في مهمته، واستعيض عنه بالمهندس الفرنسي باسكال كوست (1787-1879) الذي انتهى من القناة في وقت قياسي في بضعة أشهر في عام 1820. أعطت هذا القناة التي تربط النيل مع ميناء المدينة الغربي، الإسكندرية الوصول إلى معقل المصرية، ووضع مصر وجها لوجه امام البحر. كما قدم النيل المياه العذبة للإسكندرية للمرة الأولى في التاريخ.
وتجدر الإشارة هنا إلى أن القناة بأكملها شيدت باستخدام نظام السُخرة المكروهة، والتي استخدمها محمد علي وخلفائه على نطاق واسع حتى تم إلغاءها أخيراً بأمر الخديوي إسماعيل أثناء حفر قناة السويس. حيث استخدم أكثر من 300,000 رجل، تم استجلابهم من كل منطقة في مصر لحفر قناة المحمودية، التي كانت ذات أهمية ضئيلة جدا للزراعة، والتي صممت خصيصاً لصالح مدينة الإسكندرية.

#### قناطر الدلتا
مع التوسع الكبير في زراعة وتجارة القطن وقصب السكر، أُثيرت في البداية مشكلة صيانة ضفاف النهر وتعززت الضفاف لاجل حماية المحاصيل الصيفية من مياه الفيضان. ففي دلتا النيل تعمقت القنوات القديمة والسدود الصغيرة التي بُنيت لرفع منسوب المياه. ولقد كان هذا المشروع ضخما، ومنذ تصميم القنوات فانها وضعت بشكل سيء، وسارت المياه خارج القنوات وتدريجيا فإنها أصبحت مملوءة بالطين خلال موسم الفيضان، وأصبح مطلوباً باستمرار إعادة حفرها. ثم قام محمد علي باشا لاجل رفع المياه السطحية بإقامة سدود أو قناطر (أو كما يطلق عليه الفرنسيون، Barrage) على قمة دلتا النيل، واثني عشر ميلا (19كم) شمال القاهرة.

#### إنشاء القسم
حتى بناء قناطر النيل، لم يسكن هناك كيان واحد رسمي مسئول عن تنفيذ جميع الأشغال العامة التي يجري بناؤها في أنحاء كثيرة من وادي ودلتا النيل. اذ ان محمد علي قد شكّل وظيفة جديدة في عام 1818 وهي رئيس المهندسين لمصر السفلى (وكان باسكال كوست أول من يتم اختياره لهذا المنصب). وقد تم تشكيل وظيفة ولقب مماثل في صعيد مصر في عام 1831 بعد أن بدأ محمد علي في النظر ببناء تحسينات للري في صعيد مصر.
تعين لينان دي بلليفوند (مهندس فرنسي آخر) كأول رئيس للمهندسين في صعيد مصر. ولقد أنهى باسكال كوست عمله وعاد إلى فرنسا في عام 1829 وحل محله موجل باي. ومع زيادة حجم الأشغال العامة، قرر محمد علي باشا تأسيس كيان واحد للتعامل مع كافة المشاريع. وفي عام 1836 أنشئت وزارة الأشغال العامة لهذا الغرض، وترأسه لينان (عُرف فيما بعد باسم لينان باشا).